# Blanche-Nef
 (Décembre 2017).

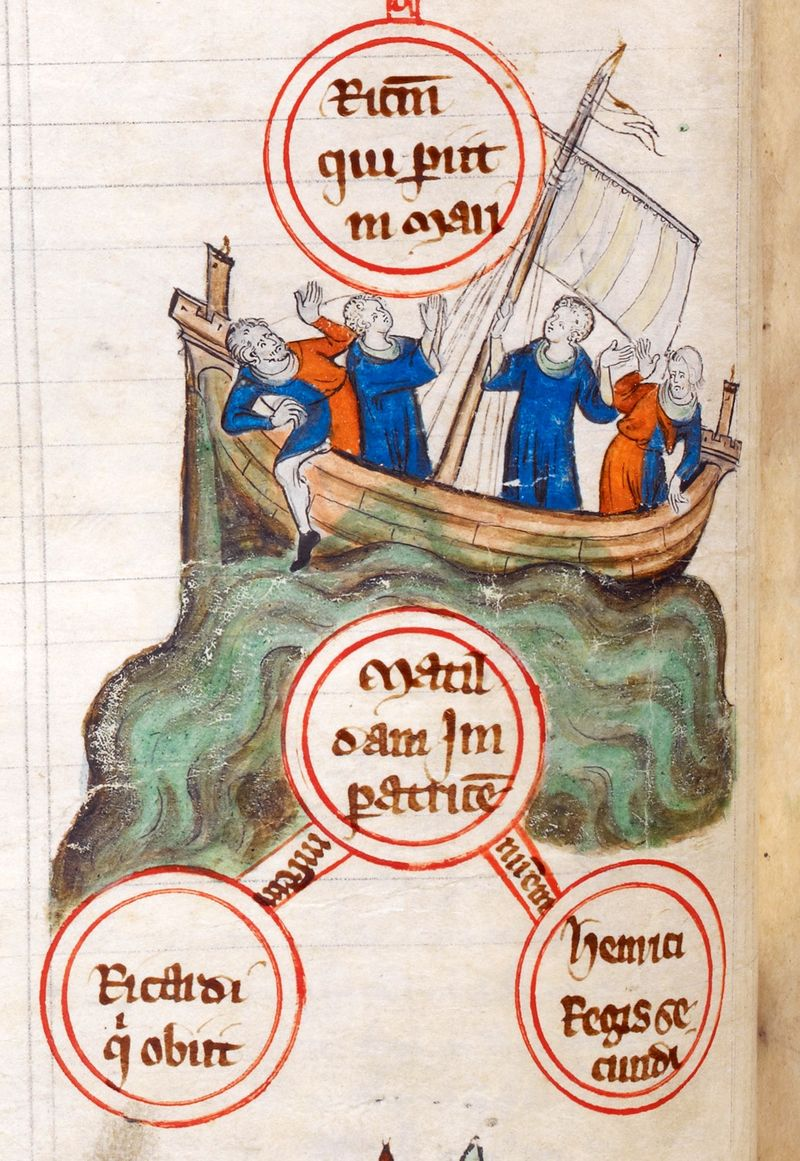
Le naufrage de la Blanche-Nef.

La Blanche-Nef est un navire qui fit naufrage à Barfleur au large du Cotentin, le 25 novembre 1120 (date généralement citée, alors qu'il y a des arguments en faveur du 24 novembre 1119) avec pas moins de 140 hauts barons et dix-huit dames de haute naissance, filles, sœurs, nièces ou épouses de rois et de comtes à son bord, parmi lesquels l’héritier du trône d'Angleterre, le prince Guillaume Adelin, fils du roi Henri Ier Beauclerc.

## Histoire
Comme le roi Henri s’embarquait à Barfleur, un marin de Normandie, Thomas, fils d’Étienne, vint le trouver et lui dit : « Mon père a servi le vôtre sur mer toute sa vie ; c’est lui qui l’a porté sur son vaisseau en Angleterre, quand votre père y est allé pour combattre Harold. Seigneur roi. Accordez-moi en fief le même office ; j’ai pour votre royal service un vaisseau bien équipé que l’on appelle la Blanche-Nef » . Selon Orderic Vital, le navire disposait, outre de voiles, de 50 rameurs.,.
Le roi répondit : « J’ai choisi le navire sur lequel je passerai, mais je vous confie volontiers mes fils Guillaume et Richard, et tout leur cortège ». Par l’ordre du roi, s’embarquèrent sur la Blanche-Nef près de trois cents personnes. Orderic Vital mentionne que deux moines de Tiron, Étienne comte de Mortain, deux chevaliers, Guillaume de Roumare, le chambellan Rabel II de Tancarville, Édouard de Salisbury, et plusieurs autres débarquèrent de la Blanche-Nef juste avant son départ, réalisant qu'il y avait trop de personnes à bord ; ils échappèrent ainsi au désastreux naufrage.
Toute la brillante jeunesse se préparait joyeusement au voyage. Elle fit donner du vin aux cinquante rameurs et chassa avec dérision les prêtres qui voulurent bénir le vaisseau. La nuit venue, les jeunes princes pressèrent le patron Thomas de faire force de rames pour rattraper le vaisseau du roi déjà bien loin. Afin de couper au plus court, le patron prit par le ras de Barfleur (aujourd’hui signalé par le phare de Gatteville), bordé d’écueils à fleur d’eau.
La Blanche-Nef ayant heurté violemment l’un de ces écueils, elle s’entrouvrit et coula. Seuls deux hommes réussirent à s'accrocher à la grande vergue, le boucher du bord, un Rouennais du nom de Bérold et le jeune Godefroi, fils de Gilbert de l'Aigle. Ils aperçurent un homme dans l’eau, le pilote Thomas, qui leur demanda : « Qu’est devenu le fils du roi ? ». « Il n’a point reparu, ni lui, ni son frère, ni aucun des leurs », répondirent-ils. « Malheur à moi ! » s’écria Thomas, et il se laissa couler plutôt que devoir faire face au roi.
Pendant la glaciale nuit qui suivit, Godefroi de l'Aigle succomba à l'hypothermie et finit par lâcher la vergue pour se noyer. Protégé du froid car vêtu d'épaisses couches de fourrures, son compagnon Bérold fut recueilli le lendemain par des pêcheurs pour raconter le désastre.
On dit que ce fut un enfant qui annonça la sinistre nouvelle au roi Henri qui, aux premiers mots qu’il entendit, tomba à terre comme foudroyé. Depuis ce jour, jamais plus on ne le vit sourire.
Le naufrage de la Blanche-Nef, en laissant Henri sans héritier mâle, eut pour conséquence de redistribuer de façon significative l’échiquier politique anglo-normand du début du XIIe siècle. Une sœur aînée de Guillaume, Mathilde l'Emperesse, fut désignée par son père comme héritière du royaume et épousa Geoffroy Plantagenêt, comte d'Anjou, mais à la mort d’Henri (1135), les barons qui avaient juré de soutenir son accession au trône y renoncèrent, permettant au cousin de Guillaume et de Mathilde, Étienne de Blois, qui n’avait pas été accepté comme passager ou débarqué au dernier moment de la Blanche-Nef, de récupérer la couronne. Ce règne provoquera une guerre civile de 1135 à 1154, à laquelle seule la mort d’Étienne de Blois mettra fin.
Ce désastre maritime fut également préjudiciable au roi de France qui, jusqu’alors, avait toujours contrebalancé le poids politique de la Normandie en s’appuyant sur l'Anjou contre elle. En unissant la Normandie, l'Angleterre et l’Anjou, le mariage de Mathilde mit fin à cette politique et porta la domination anglo-normande jusqu'à la Loire. Ensuite, le mariage du propre fils de Mathilde, Henri II d'Angleterre avec Aliénor d'Aquitaine portera cette domination jusqu’aux Pyrénées.
Selon la légende locale qui alimente l'imaginaire des chasseurs de trésors, ce naufrage aurait englouti un fabuleux trésor à quelques milles de Barfleur.

## Victimes
Parmi les 300 passagers et membres d'équipage dont la liste est estimée par Orderic Vital, les victimes les plus notables sont :
- Guillaume Adelin, seul fils légitime du roi Henri Ier d’Angleterre[6] ;
- Mathilde, princesse normande, fille illégitime du roi Henri Ier d’Angleterre et épouse de Rotrou III comte du Perche[6],[7],[8] ;
- Richard de Lincoln, prince normand, fils illégitime du roi Henri Ier d'Angleterre et d'Ansfride veuve d'Anskill[9] ;
- Richard II d'Avranches, vicomte d’Avranches et 2e comte de Chester (Angleterre), fils d'Hugues d'Avranches ;
- Mathilde de Blois, épouse de Richard II, vicomte d'Avranches et sœur d'Étienne de Blois[6] ;
- Othoël (Othoniel) d’Avranches, demi-frère de Richard d’Avranches et précepteur du prince Guillaume Adelin[6] ;
- Geoffroy Ridel, Dapifer et Royal Justiciar. Il est le mari de Géva d'Avranches sœur d'Othoël d'Avranches et demi sœur de Richard d'Avranches[10],[11] ;
- Raoul le Rouge de Pont-Échanfray[6] ;
- Yves II de Grandmesnil et son frère[6] ;
- Guillaume de Pirou, sénéchal royal ;
- Guillaume Bigot[12] ;
- Engenulf et Godefroy de l'Aigle, fils de Gilbert de l'Aigle[13],[14] ;
- Raoul Le Roux ;
- Robert Mauduit[10],[15] ;
- Thierry, neveu de l'empereur d'Allemagne[16].

## Littérature
Cet événement est le point de départ du roman de Ken Follett, Les Piliers de la Terre, et le lien entre les antagonistes principaux de l'intrigue. 
Un roman graphique de Franck K. Lehodey, Blanche-nef, a été publié en 2011 dans les trois langues du pouvoir médiéval normand, français, anglais et normand (traduction normande par Geraint Jennings).
En 2021, Charles Spencer (9e comte Spencer) publia The White Ship: Conquest, Anarchy and the Wrecking of Henry I's Dream. Ce dernier finance également des plongées en vue de retrouver l'épave.